# Milton Glaser
Milton Glaser (New York, 26 giugno 1929 – New York, 26 giugno 2020) è stato un grafico, illustratore e insegnante statunitense.

Il logotipo di Milton Glaser "I love New York", 1976

Tra i maggiori grafici dell'età contemporanea, divenne principalmente conosciuto per il celeberrimo logo I Love New York (1976), il suo poster di Bob Dylan (1966, che vendette oltre 6 milioni di copie divenendo un'icona della gioventù anni sessanta e settanta), il logo DC Bullet utilizzato dalla DC Comics dal 1977 al 2005. Con Clay Felker ha anche fondato il periodico New York nel 1968.

## Biografia

### Carriera
Dopo aver studiato alla Cooper Union di New York, si recò in Italia con una borsa di studio (1951) e precisamente all'Accademia di belle arti di Bologna, dove ebbe l'opportunità di studiare con il maestro Giorgio Morandi. Tornato negli Stati Uniti, nel 1954 fondò i Push Pin Studios e occupò il ruolo di presidente, dirigendo lo studio con Seymour Chwast e Edward Sorel. Allo studio collaborarono alcuni tra i più dotati grafici dell'epoca, provenienti anche loro dalla Cooper Union, come Paul Davis, John Alcorn e James McMullan.
Push Pin Style fu il titolo di una grande collettiva del 1970 che i componenti dello studio, con il supporto di Olivetti, realizzarono al Museo parigino del Louvre.
L'opera di Glaser fu caratterizzata dall'immediatezza, dall'originalità e da un'apparente semplicità: ogni mezzo e ogni stile venne usato per la finalizzazione dei suoi progetti grafici, spazianti dai manifesti ai logotipi, dalle cinghie per raccogliere libri alle cover di album musicali, dalle pubblicità varie alle illustrazioni per riviste.
Nel 1970 fu autore di un celebre manifesto dell'azienda italiana Olivetti.
Fondò un proprio studio, il Milton Glaser, Inc, nel 1974. Da lì in poi sviluppò ancor di più la sua già vasta mole di progetti, a partire dal design del New York Magazine (di cui era cofondatore); l'enorme pittura murale negli Edifici Federali (New Federal Office Building, 1974) a Indianapolis; il parco di divertimento Sesame Place in Pennsylvania; la grafica dei ristoranti al World Trade Center.
Nel 1976 partecipò alla Biennale di Venezia nella collettiva, Autentico ma contraffatto, a cura di Pierluigi Cerri, insieme a Roman Cieslewicz, Paul Davis, Richard Hess e Tadanori Yokoo.
Nel 1981 realizzò il logo della Sammontana, tuttora utilizzato dall'azienda dolciaria italiana. 
Nel 1983 fondò il WBMG, studio grafico specializzato nell'editoria. Il suo apporto anche in questo campo fu notevole, con lavori importanti per L'Espresso, The Washington Post, Fortune.
Tra il 1991 il 1992 espose nuovamente in Italia, prima ad Arezzo e poi a Milano, una serie di acquarelli dedicati al quinto centenario della morte di Piero della Francesca, artista profondamente amato e ammirato da Glaser.

### Morte
Morì il 26 giugno 2020, giorno del suo 91º compleanno, per un'insufficienza renale dovuta a un ictus che lo colpì mentre si trovava nella sua residenza a Manhattan.

## Riconoscimenti e critica
L'opera di Milton Glaser ebbe un enorme impatto sull'illustrazione contemporanea e il moderno design. Numerosi i premi vinti e i riconoscimenti ottenuti da prestigiosi istituti (Art Directors Clubs, American Institute of Graphic Arts, Society of Illustrators e Type directors Club, tra gli altri).
Nel 1979 divenne membro onorario della Royal Society of Arts e fu anche membro dell'AGI (Alliance Graphique International). 
Le sue opere sono esposte in molti musei: al Museum of Modern Art di New York, al Victoria and Albert Museum di Londra, al Museo d'Israele di Gerusalemme, al Musée de l'Affiche di Parigi. 
Glaser insegnò a New York, sia alla School of Visual Arts di Manhattan che alla Cooper Union.
Nel 2009, il presidente degli Stati Uniti, Barack Obama, gli consegnò la National Medal of Arts, per il suo eccezionale contributo allo sviluppo dell'arte grafica.

## Monografie pubblicate
- 1973 - Graphic Design. Amsterdam, De Arbeiderspers (trad. it. Il mestiere del grafico. Milano, Rizzoli, 1974).
- 1977 - The Milton Glaser poster book. New York, Harmony Buuks.
- 1983 - The conversation. New York, Harmony Books (di Jean Michel Folon).
- 1989 - I manifesti di Milton Glaser. a cura di Cristina Taverna, Milano, Nuages.
- 1991 - Milton Glaser, Piero della Francesca. a cura di Andrea Rauch, Venezia, Marsilio.
- 2000 - Milton Glaser Opere, 1960 2000. a cura di Cristina Taverna e Andrea Rauch, Milano, Nuages.
- 2000 - Art is Work. New York, Overlook Press, Milano, Leonardo.
- 2005 - The design of dissent. Gloucester (Massanelculochusetts), Rockport Publishers. (con Mirko Ilić).
- 2008 - Drawing is thinking. New York, Overlook Press, Milano, Nuages.